# Stjørdalens kommun
Stjørdalens kommun (norska: Stjørdalen kommune) var en kommun i Nord-Trøndelag fylke i Norge. Kommunen hade i stort sett samma omfattning som de båda nuvarande kommunerna Stjørdal och Meråker tillsammans och gränsade till Sør-Trøndelag fylke i söder samt Jämtlands län i Sverige i öster. Byn Værnes utgjorde kommunens centralort.

## Administrativ historik
Stjørdalens kommun upprättades den 1 januari 1838 (som Størdal formannskapsdistrikt) när Formannskapslovene från 1837 trädde i kraft.
1850 delades kommunen i två och de båda kommunerna Nedre Stjørdal respektive Øvre Stjørdal bildades. Den gamla kommunen hade vid delningen totalt 11 643 invånare.